# NFL 2014
Die NFL-Saison 2014 war die 95. Saison im American Football in der National Football League (NFL). Die Regular Season begann am 4. September 2014 mit dem Spiel des amtierenden Super-Bowl-Siegers Seattle Seahawks gegen die Green Bay Packers. Die Play-offs begannen am 3. Januar 2015 und der Super Bowl XLIX fand am 1. Februar 2015 statt.

## Regeländerungen
Vor dieser Saison gab es folgende Regeländerungen, welche beim Treffen der Clubbesitzer am 25. und 26. März 2014 beschlossen wurden.
- Bei einem Sack entfällt das Timeout. Dies galt bisher nur innerhalb der letzten zwei Minuten einer Halbzeit.
- Die Torpfosten wurden von 30 Fuß auf 35 Fuß erhöht.
- Das Einbeziehen des Footballtors beim Jubeln nach einem Touchdown gilt nun als unsportliches Verhalten und resultiert in einer 15-Yards-Strafe. Diese Regeländerung entstand aufgrund des Spiels zwischen den New Orleans Saints und den Atlanta Falcons in Woche 12 der Saison 2013, als Tight End Jimmy Graham einen Dunk über der Crossbar durchführte und dabei das Tor verbog, was zu einer Unterbrechung des Spiels führte, um den Schaden zu beheben. Des Weiteren wird befürchtet, dass es, durch die Erhöhung der Torpfosten, häufiger zu solchen Schäden kommen kann als bisher.[2]
- Sogenannte „Roll up blocks“ gegen Defense-Spieler sind nun nicht mehr nur von hinten, sondern auch von der Seite verboten. Die Spieler der Offense müssen in diesem Fall den Block oberhalb des Knies des Gegenspielers ansetzen.
- Der Referee darf sich nun, während er eine Szene mit Hilfe des Videobeweises begutachtet, mit dem NFL Officiating Department beratschlagen.
- Die Regeln, welche Spielzüge anhand eines Videobeweises überprüft werden können und welche nicht, werden neu festgelegt. Insbesondere die Eroberung eines freien Balles nach einem Fumble ist nun überprüfbar. Diese Regeländerung resultiert aus NaVorro Bowmans eroberten Fumble im NFC Championship Game der Vorsaison, der nicht gegeben wurde.
- Strafen für Fouls der Defense werden ab dem letzten Spot statt des Endes des Spielzuges oder des Ortes des Fouls umgesetzt.

## NFL Draft

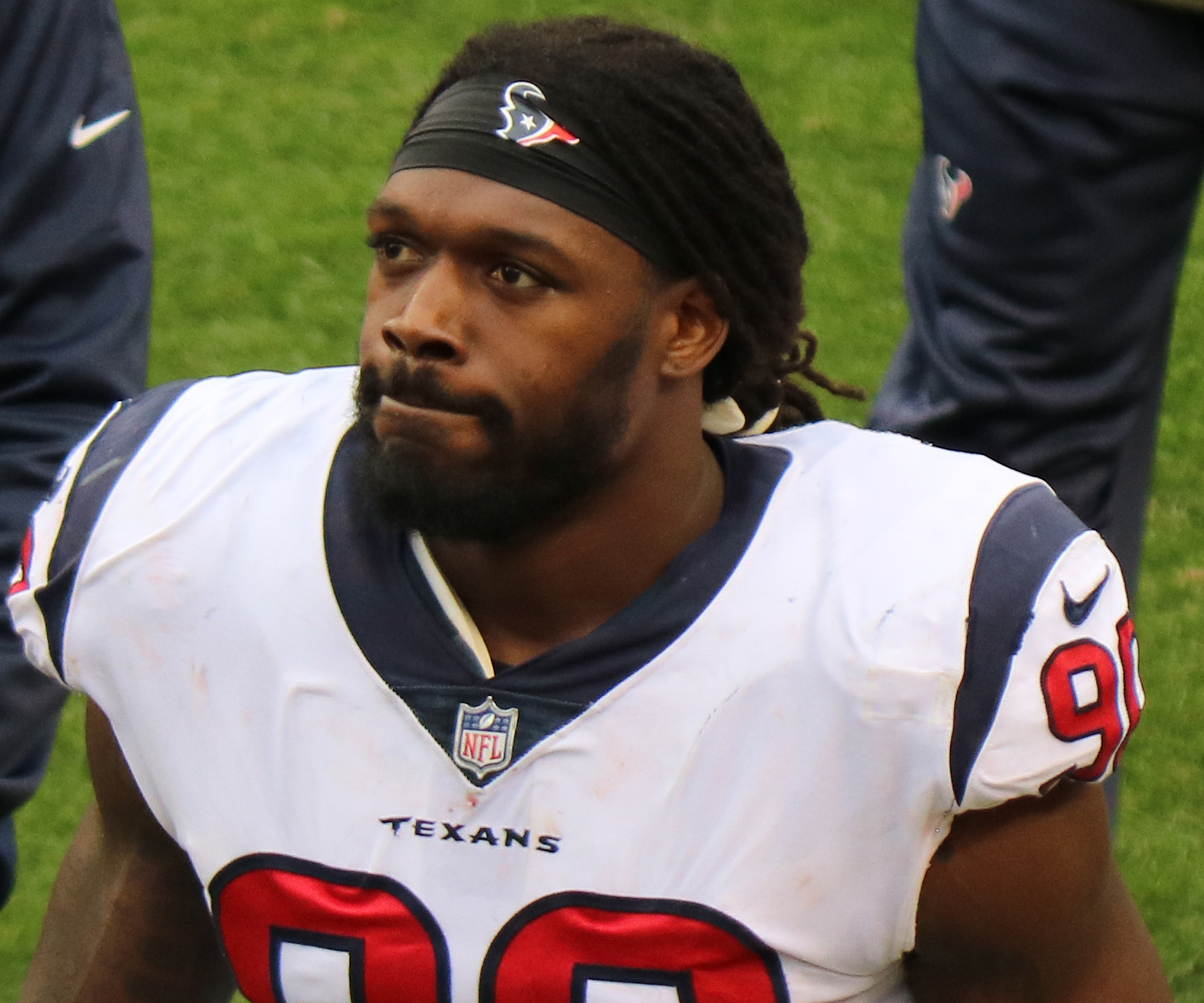
Jadeveon Clowney wurde als erster Spieler im NFL Draft 2014 ausgewählt.

Der NFL Draft 2014 fand vom 8. bis 10. Mai in der Radio City Music Hall in New York statt. Insgesamt wurden während des Draftes 256 Spieler ausgewählt. In welcher Reihenfolge dabei die Teams wählen durften, lag an dem Ergebnis, das die Mannschaft in der abgelaufenen Saison 2013 erzielte. Die Dallas Cowboys und Baltimore Ravens beendeten beide die Saison mit einem 8–8-Record und einem identischen Strength Of Schedule, d. h. die Stärke der Gegner in der regulären Saison, weshalb eine Münze geworfen wurde, um die genaue Reihenfolge zu bestimmen. Diesen Münzwurf gewannen die Cowboys, die damit an 16. Stelle wählen konnten. Da die Houston Texans in der abgelaufenen Saison 2013 den schlechtesten Record aufwiesen, hatten sie das Recht, den ersten Spieler im Draft auswählen. Mit dem Erstrunden-Pick wählten sie den Defensive End Jadeveon Clowney von der University of South Carolina. Dass ein Spieler der Defense an erster Stelle ausgewählt wurde, kam zuletzt im 2006er Draft vor, als Mario Williams gewählt wurde. Mediale Aufmerksamkeit erfuhr der Draft von Michael Sam, der in der siebten Runde an 249. Stelle durch die St. Louis Rams ausgewählt wurde und dadurch der erste öffentlich homosexuelle, aktive Profi in der National Football League (NFL) wurde.

## Stadien
Folgende Änderungen der Stadien ergeben sich für die Saison 2014:
- Levi’s Stadium: Die San Francisco 49ers bezogen ihr neues Stadion, welches zu dieser Saison fertiggestellt wurde. Aufgrund von befürchteten Problemen mit dem Verkehr sowie Parkplätzen gab es – mit der Ausnahme von Thanksgiving – nur Spiele am Wochenende.[5]
- Die Minnesota Vikings spielten diese sowie nächste Saison im TCF Bank Stadium, bis zur Fertigstellung des neuen U.S. Bank Stadiums zur Saison 2016.

## Regular Season
Die Regular Season begann am 4. September 2014 mit einem 36:16-Sieg des amtierenden Super-Bowl-Siegers, den Seattle Seahawks, gegen die Green Bay Packers. Die 256 Spiele wurden in 17 Spielwochen ausgetragen, wobei jedes Team 16 Spiele absolvierte und eine spielfreie Woche (Bye Week) zwischen der vierten und der zwölften Woche hatte. Siebzehn Spiele wurden als Monday Night Game ausgetragen, davon zwei als Doubleheader in der ersten Woche. Am letzten Wochenende fanden alle Spiele am Sonntag statt. Es gab ebenfalls 17 Spiele am Donnerstag (Thursday Night) beginnend mit dem Eröffnungsspiel am 4. September und drei Spielen an Thanksgiving. Zwei weitere Spiele fanden am Samstag, dem 20. Dezember 2014 statt – in der 16. Woche. In den 16 Spielen der 17. Woche am 28. Dezember 2014 trafen alle Mannschaften – wie seit 2010 üblich – auf einen Gegner aus ihrer Division.

### Spiele im Rahmen der NFL International Series
Zum ersten Mal seit Bestehen der NFL International Series wurden 2014 drei Spiele in London im Wembley-Stadion ausgetragen. Dabei besiegten die Miami Dolphins die Oakland Raiders mit 38:14, die Detroit Lions besiegten die Atlanta Falcons mit 22:21, wobei beide Mannschaften zum ersten Mal in London spielten und die Dallas Cowboys schlugen die Jacksonville Jaguars mit 31:17.

### Divisions
| AFC East             | AFC East | AFC East | AFC East | AFC East | AFC East | AFC East | AFC East | AFC East | AFC East | AFC East | AFC East |
| Team                 | S        | N        | U        | SQ       | P+       | P−       | Diff.    | TD       | DIV      | CONF     | Serie    |
| -------------------- | -------- | -------- | -------- | -------- | -------- | -------- | -------- | -------- | -------- | -------- | -------- |
| New England Patriots | 12       | 4        | 0        | 0,750    | 468      | 313      | +155     | 52       | 4–2      | 9–3      | 1N       |
| Buffalo Bills        | 9        | 7        | 0        | 0,563    | 343      | 289      | +54      | 34       | 4–2      | 5–7      | 1S       |
| Miami Dolphins       | 8        | 8        | 0        | 0,500    | 388      | 373      | +15      | 42       | 3–3      | 6–6      | 1N       |
| New York Jets        | 4        | 12       | 0        | 0,250    | 283      | 401      | −118     | 27       | 1–5      | 4–8      | 1S       |

| NFC East            | NFC East | NFC East | NFC East | NFC East | NFC East | NFC East | NFC East | NFC East | NFC East | NFC East | NFC East |
| Team                | S        | N        | U        | SQ       | P+       | P−       | Diff.    | TD       | DIV      | CONF     | Serie    |
| ------------------- | -------- | -------- | -------- | -------- | -------- | -------- | -------- | -------- | -------- | -------- | -------- |
| Dallas Cowboys      | 12       | 4        | 0        | 0,750    | 467      | 352      | +115     | 56       | 4–2      | 8–4      | 4S       |
| Philadelphia Eagles | 10       | 6        | 0        | 0,625    | 474      | 400      | +74      | 54       | 4–2      | 6–6      | 1S       |
| New York Giants     | 6        | 10       | 0        | 0,375    | 380      | 400      | −20      | 44       | 2–4      | 4–8      | 1N       |
| Washington Redskins | 4        | 12       | 0        | 0,250    | 301      | 438      | −137     | 33       | 2–4      | 2–10     | 1N       |

| AFC North           | AFC North | AFC North | AFC North | AFC North | AFC North | AFC North | AFC North | AFC North | AFC North | AFC North | AFC North |
| Team                | S         | N         | U         | SQ        | P+        | P−        | Diff.     | TD        | DIV       | CONF      | Serie     |
| ------------------- | --------- | --------- | --------- | --------- | --------- | --------- | --------- | --------- | --------- | --------- | --------- |
| Pittsburgh Steelers | 11        | 5         | 0         | 0,688     | 436       | 368       | +68       | 49        | 4–2       | 9–3       | 4S        |
| Cincinnati Bengals  | 10        | 5         | 1         | 0,656     | 365       | 344       | +21       | 40        | 3–3       | 7–5       | 1N        |
| Baltimore Ravens    | 10        | 6         | 0         | 0,625     | 409       | 302       | +107      | 46        | 3–3       | 6–6       | 1S        |
| Cleveland Browns    | 7         | 9         | 0         | 0,438     | 299       | 337       | −38       | 32        | 2–4       | 4–8       | 5N        |

| NFC North         | NFC North | NFC North | NFC North | NFC North | NFC North | NFC North | NFC North | NFC North | NFC North | NFC North | NFC North |
| Team              | S         | N         | U         | SQ        | P+        | P−        | Diff.     | TD        | DIV       | CONF      | Serie     |
| ----------------- | --------- | --------- | --------- | --------- | --------- | --------- | --------- | --------- | --------- | --------- | --------- |
| Green Bay Packers | 12        | 4         | 0         | 0,750     | 486       | 348       | +138      | 58        | 5–1       | 9–3       | 2S        |
| Detroit Lions     | 11        | 5         | 0         | 0,688     | 321       | 282       | +39       | 35        | 5–1       | 9–3       | 1N        |
| Minnesota Vikings | 7         | 9         | 0         | 0,438     | 325       | 343       | −18       | 35        | 1–5       | 6–6       | 1S        |
| Chicago Bears     | 5         | 11        | 0         | 0,313     | 319       | 442       | −123      | 40        | 1–5       | 4–8       | 5N        |

| AFC South            | AFC South | AFC South | AFC South | AFC South | AFC South | AFC South | AFC South | AFC South | AFC South | AFC South | AFC South |
| Team                 | S         | N         | U         | SQ        | P+        | P−        | Diff.     | TD        | DIV       | CONF      | Serie     |
| -------------------- | --------- | --------- | --------- | --------- | --------- | --------- | --------- | --------- | --------- | --------- | --------- |
| Indianapolis Colts   | 11        | 5         | 0         | 0,688     | 458       | 369       | +89       | 53        | 6–0       | 9–3       | 1S        |
| Houston Texans       | 9         | 7         | 0         | 0,563     | 372       | 307       | +65       | 40        | 4–2       | 8–4       | 2S        |
| Jacksonville Jaguars | 3         | 13        | 0         | 0,188     | 249       | 412       | −163      | 27        | 1–5       | 2–10      | 1N        |
| Tennessee Titans     | 2         | 14        | 0         | 0,125     | 254       | 438       | −184      | 28        | 1–5       | 2–10      | 10N       |

| NFC South            | NFC South | NFC South | NFC South | NFC South | NFC South | NFC South | NFC South | NFC South | NFC South | NFC South | NFC South |
| Team                 | S         | N         | U         | SQ        | P+        | P−        | Diff.     | TD        | DIV       | CONF      | Serie     |
| -------------------- | --------- | --------- | --------- | --------- | --------- | --------- | --------- | --------- | --------- | --------- | --------- |
| Carolina Panthers    | 7         | 8         | 1         | 0,469     | 339       | 374       | −35       | 36        | 4–2       | 6–6       | 4S        |
| New Orleans Saints   | 7         | 9         | 0         | 0,438     | 401       | 424       | −23       | 49        | 3–3       | 6–6       | 1S        |
| Atlanta Falcons      | 6         | 10        | 0         | 0,375     | 381       | 417       | −36       | 42        | 5–1       | 6–6       | 1N        |
| Tampa Bay Buccaneers | 2         | 14        | 0         | 0,125     | 277       | 401       | −133      | 31        | 0–6       | 1–11      | 6N        |

| AFC West           | AFC West | AFC West | AFC West | AFC West | AFC West | AFC West | AFC West | AFC West | AFC West | AFC West | AFC West |
| Team               | S        | N        | U        | SQ       | P+       | P−       | Diff.    | TD       | DIV      | CONF     | Serie    |
| ------------------ | -------- | -------- | -------- | -------- | -------- | -------- | -------- | -------- | -------- | -------- | -------- |
| Denver Broncos     | 12       | 4        | 0        | 0,750    | 482      | 354      | +128     | 58       | 6–0      | 10–2     | 1S       |
| Kansas City Chiefs | 9        | 7        | 0        | 0,563    | 353      | 281      | +72      | 40       | 3–3      | 7–5      | 1S       |
| San Diego Chargers | 9        | 7        | 0        | 0,563    | 348      | 348      | ±0       | 40       | 2–4      | 6–6      | 1N       |
| Oakland Raiders    | 3        | 13       | 0        | 0,200    | 253      | 452      | −199     | 28       | 1–5      | 2–10     | 1N       |

| NFC West            | NFC West | NFC West | NFC West | NFC West | NFC West | NFC West | NFC West | NFC West | NFC West | NFC West | NFC West |
| Team                | S        | N        | U        | SQ       | P+       | P−       | Diff.    | TD       | DIV      | CONF     | Serie    |
| ------------------- | -------- | -------- | -------- | -------- | -------- | -------- | -------- | -------- | -------- | -------- | -------- |
| Seattle Seahawks    | 12       | 4        | 0        | 0,750    | 394      | 254      | +140     | 43       | 5–1      | 10–2     | 6S       |
| Arizona Cardinals   | 11       | 5        | 0        | 0,688    | 310      | 299      | +11      | 32       | 3–3      | 8–4      | 2N       |
| San Francisco 49ers | 8        | 8        | 0        | 0,500    | 306      | 340      | −34      | 33       | 2–4      | 7–5      | 1S       |
| St. Louis Rams      | 6        | 10       | 0        | 0,375    | 324      | 354      | −30      | 36       | 2–4      | 4–8      | 3N       |

 Divisionssieger 0
 Playoff-Teilnehmer
Quelle: nfl.com

### Conferences
| AFC              | AFC                  | AFC              | AFC              | AFC              | AFC              | AFC              | AFC              |
| Rang             | Team                 | Division         | S                | N                | U                | SQ               | CONF             |
| Division leaders | Division leaders     | Division leaders | Division leaders | Division leaders | Division leaders | Division leaders | Division leaders |
| ---------------- | -------------------- | ---------------- | ---------------- | ---------------- | ---------------- | ---------------- | ---------------- |
| 1                | New England Patriots | East             | 12               | 4                | 0                | 0,750            | 9–3              |
| 2                | Denver Broncos       | West             | 12               | 4                | 0                | 0,750            | 10–2             |
| 3                | Pittsburgh Steelers  | North            | 11               | 5                | 0                | 0,688            | 9–3              |
| 4                | Indianapolis Colts   | South            | 11               | 5                | 0                | 0,688            | 9–3              |
| Wild Cards       |                      |                  |                  |                  |                  |                  |                  |
| 5                | Cincinnati Bengals   | North            | 10               | 5                | 1                | 0,656            | 7–5              |
| 6                | Baltimore Ravens     | North            | 10               | 6                | 0                | 0,625            | 6–6              |
| Ausgeschieden    |                      |                  |                  |                  |                  |                  |                  |
| 7                | Houston Texans       | South            | 9                | 7                | 0                | 0,563            | 8–4              |
| 8                | Kansas City Chiefs   | West             | 9                | 7                | 0                | 0,563            | 7–5              |
| 9                | San Diego Chargers   | West             | 9                | 7                | 0                | 0,563            | 6–6              |
| 10               | Buffalo Bills        | East             | 9                | 7                | 0                | 0,563            | 5–7              |
| 11               | Miami Dolphins       | East             | 8                | 8                | 0                | 0,500            | 6–6              |
| 12               | Cleveland Browns     | North            | 7                | 9                | 0                | 0,438            | 4–8              |
| 13               | New York Jets        | East             | 4                | 12               | 0                | 0,250            | 4–8              |
| 14               | Jacksonville Jaguars | South            | 3                | 13               | 0                | 0,188            | 2–10             |
| 15               | Oakland Raiders      | West             | 3                | 13               | 0                | 0,200            | 2–10             |
| 16               | Tennessee Titans     | South            | 2                | 14               | 0                | 0,125            | 2–10             |

| NFC              | NFC                  | NFC              | NFC              | NFC              | NFC              | NFC              | NFC              |
| Rang             | Team                 | Division         | S                | N                | U                | SQ               | CONF             |
| Division leaders | Division leaders     | Division leaders | Division leaders | Division leaders | Division leaders | Division leaders | Division leaders |
| ---------------- | -------------------- | ---------------- | ---------------- | ---------------- | ---------------- | ---------------- | ---------------- |
| 1                | Seattle Seahawks     | West             | 12               | 4                | 0                | 0,750            | 10–2             |
| 2                | Green Bay Packers    | North            | 12               | 4                | 0                | 0,750            | 9–3              |
| 3                | Dallas Cowboys       | East             | 12               | 4                | 0                | 0,750            | 8–4              |
| 4                | Carolina Panthers    | South            | 7                | 8                | 1                | 0,469            | 6–6              |
| Wild Cards       |                      |                  |                  |                  |                  |                  |                  |
| 5                | Arizona Cardinals    | West             | 11               | 5                | 0                | 0,688            | 8–4              |
| 6                | Detroit Lions        | North            | 11               | 5                | 0                | 0,688            | 9–3              |
| Ausgeschieden    |                      |                  |                  |                  |                  |                  |                  |
| 7                | Philadelphia Eagles  | East             | 10               | 6                | 0                | 0,625            | 6–6              |
| 8                | San Francisco 49ers  | West             | 8                | 8                | 0                | 0,500            | 7–5              |
| 9                | New Orleans Saints   | South            | 7                | 9                | 0                | 0,438            | 6–6              |
| 10               | Minnesota Vikings    | North            | 7                | 9                | 0                | 0,438            | 6–6              |
| 11               | New York Giants      | East             | 6                | 10               | 0                | 0,375            | 4–8              |
| 12               | Atlanta Falcons      | South            | 6                | 10               | 0                | 0,375            | 6–6              |
| 13               | St. Louis Rams       | West             | 6                | 10               | 0                | 0,375            | 4–8              |
| 14               | Chicago Bears        | North            | 5                | 11               | 0                | 0,313            | 4–8              |
| 15               | Washington Redskins  | East             | 4                | 12               | 0                | 0,250            | 2–10             |
| 16               | Tampa Bay Buccaneers | South            | 2                | 14               | 0                | 0,125            | 1–11             |

Quelle: nfl.com
Legende:
| Siege              | Niederlagen           | Unentschieden         | SQ gewonnene Spiele (relativ) | Serie Gewonnene / verlorene Spiele in Folge | DIV Gewonnene / verlorene Spiele in der Division    |
| P+ gemachte Punkte | P− gegnerische Punkte | Diff. Punktedifferenz | TD erzielte Touchdowns        | Playoff-Teilnehmer                          | CONF Gewonnene / verlorene Spiele in der Conference |

Tie-Breaker 2014
- New England sicherte sich den ersten Platz in der Play-off-Setzliste der AFC vor Denver aufgrund ihres 43:21-Sieges im direkten Duell in Woche 9.
- Pittsburgh sicherte sich den dritten Platz in der Play-off-Setzliste der AFC vor Indianapolis aufgrund ihres 51:34-Sieges im direkten Duell in Woche 8.
- Kansas City beendete die Saison vor San Diego in der AFC West aufgrund ihrer zwei direkten Siege.
- Die Reihenfolge in der NFC-Setzliste ergab sich aufgrund der Conference-Bilanz (10–2 von Seattle gegenüber 9–3 von Green Bay und 8–4 von Dallas).
- Arizona sicherte sich den ersten NFC Wild-Card Platz vor Detroit aufgrund ihres 14:6-Sieges im direkten Duell in Woche 11.

## Play-offs
Die Play-offs begannen am 3. Januar 2015 mit der Wild Card Round und endeten am 1. Februar 2015 mit dem Super Bowl XLIX im University of Phoenix Stadium in Arizona. Die New England Patriots gewannen am Ende die begehrte Vince Lombardi Trophy. Nach dem AFC-Championship-Spiel, das die New England Patriots gegen die Indianapolis Colts mit 45:7 gewannen, wurde Patriots-Quarterback Tom Brady verdächtigt, zu weich aufgepumpte Footbälle verwendet zu haben. Ein weicher Football erleichtert das Werfen, insbesondere im kalten Winterwetter. In diesem als „Deflategate“ bezeichneten Vorfall wurde Brady zunächst für die ersten vier Spiele der Folgesaison gesperrt, bis er im Laufe des Jahres freigesprochen wurde, und die Patriots verloren zwei Draftpicks.
|  | Wild Card Round                     | Wild Card Round                     | Wild Card Round                     |                                                  |              | Divisional Round               | Divisional Round                           | Divisional Round                           |                                            |  | Conference Championships | Conference Championships | Conference Championships |  |  | Super Bowl | Super Bowl | Super Bowl |
|  |                                     |                                     |                                     |                                                  |              |                                |                                            |                                            |                                            |  |                          |                          |                          |  |  |            |            |            |
|  | 3. Januar – Bank of America Stadium | 3. Januar – Bank of America Stadium | 3. Januar – Bank of America Stadium |                                                  |              | 10. Januar – CenturyLink Field | 10. Januar – CenturyLink Field             | 10. Januar – CenturyLink Field             |                                            |  |                          |                          |                          |  |  |            |            |            |
|  | 3. Januar – Bank of America Stadium | 3. Januar – Bank of America Stadium | 3. Januar – Bank of America Stadium | 1                                                | Seattle      | 31                             |                                            |                                            |                                            |  |                          |                          |                          |  |  |            |            |            |
|  | 4                                   | Carolina                            | 27                                  | 1                                                | Seattle      | 31                             | 18. Januar – CenturyLink Field             | 18. Januar – CenturyLink Field             | 18. Januar – CenturyLink Field             |  |                          |                          |                          |  |  |            |            |            |
|  | 4                                   | Carolina                            | 27                                  | 4                                                | Carolina     | 17                             | 18. Januar – CenturyLink Field             | 18. Januar – CenturyLink Field             | 18. Januar – CenturyLink Field             |  |                          |                          |                          |  |  |            |            |            |
|  | 5                                   | Arizona                             | 16                                  | 4                                                | Carolina     | 17                             | 18. Januar – CenturyLink Field             | 18. Januar – CenturyLink Field             | 18. Januar – CenturyLink Field             |  |                          |                          |                          |  |  |            |            |            |
|  | 5                                   | Arizona                             | 16                                  | 11. Januar – Lambeau Field                       |              |                                | 18. Januar – CenturyLink Field             | 18. Januar – CenturyLink Field             | 18. Januar – CenturyLink Field             |  |                          |                          |                          |  |  |            |            |            |
|  |                                     |                                     |                                     | 1                                                | Seattle      | 28*                            |                                            |                                            |                                            |  |                          |                          |                          |  |  |            |            |            |
|  | NFC                                 |                                     |                                     | 1                                                | Seattle      | 28*                            |                                            |                                            |                                            |  |                          |                          |                          |  |  |            |            |            |
|  |                                     | 2                                   | Green Bay                           | 22                                               |              |                                |                                            |                                            |                                            |  |                          |                          |                          |  |  |            |            |            |
|  | 4. Januar – AT&T Stadium            | 2                                   | Green Bay                           | 22                                               |              |                                |                                            |                                            |                                            |  |                          |                          |                          |  |  |            |            |            |
|  | NFC Championship                    |                                     |                                     |                                                  |              |                                |                                            |                                            |                                            |  |                          |                          |                          |  |  |            |            |            |
|  | 2                                   | Green Bay                           | 26                                  |                                                  |              |                                |                                            |                                            |                                            |  |                          |                          |                          |  |  |            |            |            |
|  | 2                                   | Green Bay                           | 26                                  | 3                                                | Dallas       | 24                             | 1. Februar – University of Phoenix Stadium | 1. Februar – University of Phoenix Stadium | 1. Februar – University of Phoenix Stadium |  |                          |                          |                          |  |  |            |            |            |
|  | 3                                   | Dallas                              | 21                                  | 3                                                | Dallas       | 24                             | 1. Februar – University of Phoenix Stadium | 1. Februar – University of Phoenix Stadium | 1. Februar – University of Phoenix Stadium |  |                          |                          |                          |  |  |            |            |            |
|  | 3                                   | Dallas                              | 21                                  | 6                                                | Detroit      | 20                             | 1. Februar – University of Phoenix Stadium | 1. Februar – University of Phoenix Stadium | 1. Februar – University of Phoenix Stadium |  |                          |                          |                          |  |  |            |            |            |
|  | 10. Januar – Gillette Stadium       |                                     |                                     | 6                                                | Detroit      | 20                             | 1. Februar – University of Phoenix Stadium | 1. Februar – University of Phoenix Stadium | 1. Februar – University of Phoenix Stadium |  |                          |                          |                          |  |  |            |            |            |
|  | 3. Januar – Heinz Field             | 3. Januar – Heinz Field             | 3. Januar – Heinz Field             | N1                                               | Seattle      | 24                             |                                            |                                            |                                            |  |                          |                          |                          |  |  |            |            |            |
|  | 3. Januar – Heinz Field             | 3. Januar – Heinz Field             | 3. Januar – Heinz Field             | N1                                               | Seattle      | 24                             |                                            |                                            |                                            |  |                          |                          |                          |  |  |            |            |            |
|  | 3. Januar – Heinz Field             | 3. Januar – Heinz Field             | 3. Januar – Heinz Field             |                                                  | A1           | New England                    | 28                                         |                                            |                                            |  |                          |                          |                          |  |  |            |            |            |
|  | 3. Januar – Heinz Field             | 3. Januar – Heinz Field             | 3. Januar – Heinz Field             |                                                  | A1           | New England                    | 28                                         |                                            |                                            |  |                          |                          |                          |  |  |            |            |            |
|  | 3. Januar – Heinz Field             | 3. Januar – Heinz Field             | 3. Januar – Heinz Field             | Super Bowl XLIX                                  |              |                                |                                            |                                            |                                            |  |                          |                          |                          |  |  |            |            |            |
|  | 3. Januar – Heinz Field             | 3. Januar – Heinz Field             | 3. Januar – Heinz Field             | 1                                                | New England  | 35                             |                                            |                                            |                                            |  |                          |                          |                          |  |  |            |            |            |
|  | 3                                   | Pittsburgh                          | 17                                  | 1                                                | New England  | 35                             | 18. Januar – Gillette Stadium              | 18. Januar – Gillette Stadium              | 18. Januar – Gillette Stadium              |  |                          |                          |                          |  |  |            |            |            |
|  | 3                                   | Pittsburgh                          | 17                                  | 6                                                | Baltimore    | 31                             | 18. Januar – Gillette Stadium              | 18. Januar – Gillette Stadium              | 18. Januar – Gillette Stadium              |  |                          |                          |                          |  |  |            |            |            |
|  | 6                                   | Baltimore                           | 30                                  | 6                                                | Baltimore    | 31                             | 18. Januar – Gillette Stadium              | 18. Januar – Gillette Stadium              | 18. Januar – Gillette Stadium              |  |                          |                          |                          |  |  |            |            |            |
|  | 6                                   | Baltimore                           | 30                                  | 11. Januar – Sports Authority Field at Mile High |              |                                | 18. Januar – Gillette Stadium              | 18. Januar – Gillette Stadium              | 18. Januar – Gillette Stadium              |  |                          |                          |                          |  |  |            |            |            |
|  |                                     |                                     |                                     | 1                                                | New England  | 45                             |                                            |                                            |                                            |  |                          |                          |                          |  |  |            |            |            |
|  | AFC                                 |                                     |                                     | 1                                                | New England  | 45                             |                                            |                                            |                                            |  |                          |                          |                          |  |  |            |            |            |
|  |                                     | 4                                   | Indianapolis                        | 7                                                |              |                                |                                            |                                            |                                            |  |                          |                          |                          |  |  |            |            |            |
|  | 4. Januar – Lucas Oil Stadium       | 4                                   | Indianapolis                        | 7                                                |              |                                |                                            |                                            |                                            |  |                          |                          |                          |  |  |            |            |            |
|  | AFC Championship                    |                                     |                                     |                                                  |              |                                |                                            |                                            |                                            |  |                          |                          |                          |  |  |            |            |            |
|  | 2                                   | Denver                              | 13                                  |                                                  |              |                                |                                            |                                            |                                            |  |                          |                          |                          |  |  |            |            |            |
|  | 2                                   | Denver                              | 13                                  | 4                                                | Indianapolis | 26                             |                                            |                                            |                                            |  |                          |                          |                          |  |  |            |            |            |
|  | 4                                   | Indianapolis                        | 24                                  | 4                                                | Indianapolis | 26                             |                                            |                                            |                                            |  |                          |                          |                          |  |  |            |            |            |
|  | 4                                   | Indianapolis                        | 24                                  | 5                                                | Cincinnati   | 10                             |                                            |                                            |                                            |  |                          |                          |                          |  |  |            |            |            |
|  |                                     |                                     |                                     | 5                                                | Cincinnati   | 10                             |                                            |                                            |                                            |  |                          |                          |                          |  |  |            |            |            |

- Die Mannschaft mit der niedrigeren Setznummer hat Heimrecht und wird hier als erste genannt, im Gegensatz zur Praxis in den USA, wo die Gastmannschaft zuerst genannt wird.
- (*) nach Verlängerung

## Pro Bowl
Der Pro Bowl 2015 wurde wie im Vorjahr nach dem überarbeiteten Konzept ausgetragen, wobei zwei Hall of Famer die Teams auswählten. Das Spiel fand am 25. Januar 2015 im University of Phoenix Stadium, Glendale (Arizona), statt. Das Team Irvin gewann dabei gegen das Team Carter mit 32:28.

## Trivia

### Auszeichnungen
Am 31. Januar, den Abend vor dem Super Bowl XLIX, wurden die besten Spieler der abgelaufenen Saison 2014 geehrt.
| Award                             | Gewinner          | Position         | Team                 |
| --------------------------------- | ----------------- | ---------------- | -------------------- |
| AP Most Valuable Player           | Aaron Rodgers     | Quarterback      | Green Bay Packers    |
| AP Offensive Player of the Year   | DeMarco Murray    | Runningback      | Dallas Cowboys       |
| AP Defensive Player of the Year   | J. J. Watt        | Defensive End    | Houston Texans       |
| AP Coach of the Year              | Bruce Arians      | Head Coach       | Arizona Cardinals    |
| AP Offensive Rookie of the Year   | Odell Beckham Jr. | Wide Receiver    | New York Giants      |
| AP Defensive Rookie of the Year   | Aaron Donald      | Defensive Tackle | St. Louis Rams       |
| AP Comeback Player of the Year    | Rob Gronkowski    | Tight End        | New England Patriots |
| Walter Payton NFL Man of the Year | Thomas Davis      | Linebacker       | Carolina Panthers    |

### Saisonbestleistungen
Folgende Saisonbestleistungen wurden 2014 erreicht:
| Statistikwert           | Spieler                                                  | Wert  |
| ----------------------- | -------------------------------------------------------- | ----- |
| Geworfene Yards         | Drew Brees (NO)                                          | 4.952 |
| Geworfene Touchdowns    | Andrew Luck (IND)                                        | 40    |
| Erlaufene Yards         | DeMarco Murray (DAL)                                     | 1.845 |
| Erlaufene Touchdowns    | Marshawn Lynch (SEA) DeMarco Murray (DAL)                | 13    |
| Fänge (receptions)      | Antonio Brown (PIT)                                      | 129   |
| Gefangene Yards         | Antonio Brown (PIT)                                      | 1.698 |
| Gefangene Touchdowns    | Dez Bryant (DAL)                                         | 16    |
| Tackles                 | Luke Kuechly (CAR)                                       | 153   |
| Sacks                   | Justin Houston (KAN)                                     | 17,5  |
| Interceptions           | Glover Quin (DET)                                        | 7     |
| erzwungene Fumbles      | Ryan Kerrigan (WAS) Robert Quinn (STL) Daryl Smith (BAL) | 5     |
| gepuntete Yards         | Marquette King (OAK)                                     | 4.930 |
| verwandelte Field Goals | Stephen Gostkowski (NWE)                                 | 35    |
| erzielte Punkte         | Stephen Gostkowski (NWE)                                 | 156   |